# Bukovice (Náchodi járás)
Bukovice település Csehországban, Náchodi járásban. Bukovice Žďár nad Metují és Police nad Metují településekkel határos. Lakosainak száma 383 fő (2024. január 1.).

## Népesség
A település lakosságának változását az alábbi diagram mutatja:
| Lakosok száma | 326  | 318  | 342  | 377  | 403  | 362  | 361  | 350  | 340  | 383  |
|               | 1869 | 1900 | 1921 | 1961 | 1980 | 2011 | 2016 | 2019 | 2021 | 2024 |